# Lejaren Hiller
Pour les articles homonymes, voir Hiller.
Lejaren Hiller (né le 23 février 1924 à New York et mort le 26 janvier 1994 à Buffalo) est un compositeur américain.

## Parcours
Lejaren Hiller est le fondateur du Experimental Music Studio à l'Université de l'Illinois à Urbana-Champaign en 1958. Il collabore aux premiers travaux importants de composition de musique assistée par ordinateur avec Leonard Issacson (en). Son quatrième quatuor à cordes connu sous le nom de Suite Illiac est la première utilisation significative d'un ordinateur pour composer de la musique. En 1958, Hiller fonde les Experimental Music Studios à l'Université de l'Illinois à Urbana-Champaign. Il compte parmi ses élèves les compositeurs James Fulkerson, Larry Lake, Ilza Nogueira, David Rosenboom, Bernadette Speach et James Tenney.
Son père est l'illustrateur et photographe Lejaren Hiller Sr. (1880-1969).